# Tanja Kragujević
Œuvres principales
- Vratio se Volođa (1966)

Compléments
- Ancienne étudiante de la Faculté de philologie de l'université de Belgrade

Tanja Kragujević (en serbe cyrillique : Тања Крагујевић ; née le 26 octobre 1946 à Senta) est une poétesse, une essayiste et une traductrice serbe. Elle a obtenu plusieurs prix importants récompensant son œuvre poétique.

## Biographie
Née à Senta dans la province autonome de Voïvodine, Tanja Kragujević commence ses études primaires dans sa ville natale et les termine à l'école élémentaire Vuk Karadžić de Belgrade. Elle fréquente ensuite le Second lycée Ivo Lola Ribar de la capitale puis suit les cours de la Faculté de philologie de l'université de Belgrade, où elle obtient une licence de littérature générale et de théorie de la littérature en 1970 et un master en 1973.
Elle vit actuellement dans la municipalité de Zemun.

## Œuvres
Poésie
- Vratio se Volođa (Volodia est de retour), Matica srpska, Novi Sad, 1966.
- Nesan, Bagdala, Kruševac, 1973.
- Stud, Prosveta, Belgrade, 1978.
- Samica, Nolit, Belgrade, 1986.
- Osmejak omčice, KOV, Vršac, 1993.
- Divlji bulevar, Rad, Belgrade, 1993.
- Muška srma, Srpska književna zadruga, Belgrade, l993.
- Duša trna, Prosveta, Niš ,1995.
- Osmejak pod stražom, KOV, Vršac, 1995.
- Autoportret, sa krilom, Prosveta, Belgrade,1996.
- Slovočuvar i slovočuvarka, Prosveta, Belgrade, 1998.
- Pejzaži nevidljivog, KOV, Vršac, 2001.
- Godine, pesme, Povelja. Bibliothèque nationale Stefan Prvovenčani, Kraljevo, 2002.
- Pismo na koži, Rad, Belgrade, 2002.
- Njutnov dremež, Književno društvo Sveti Sava, Belgrade, 2004.
- Žena od pesme, KOV, Vršac, 2006.
- Plavi sneg, KOV, Vršac, 2008.
- Staklena trava, Zrenjanin, 2009.
- Ruža, odista, Zavod za kulturu Vojvodine. 2010.
- Motel za zbogom, Bibliothèque nationale Stefan Prvovenčani, Kraljevo, 2010.
- Hleb od ruža, KOV, Vršac, 2012.
- Od svetlosti, od prašine, Književna akademija Istok, Knjaževac, 2014.
- Extravaganza, Čigoja i autor. Belgrade, 2019.

Essais
- Mitsko u Nastasijevićevom delu. Biblioteka "Argus". Vuk Karadžić, Belgrade, 1976.
- Dodir paunovog pera, Rad, Belgrade, 1994.
- Trepet i čvor, Rad, Belgrade, 1997.
- Orfej iz teretane, Prosveta, Belgrade, 2001.
- Božanstvo pesme. essais sur la poésie de Miodrag Pavlović, Ivan V. Lalić, Aleksandar Ristović, Srba Mitrović, Dušana Vukajlović et Nenad Šaponje. Prosveta, Belgrade, 1999.
- Kutija za mesečinu, KOV, Vršac, 2003.
- Svirač na vlati trave, AGORA, Zrenjanin, 2006.
- Izgovoriti zvezdu, AGORA, Zrenjanin, 2010.
- Talog nedovršenog, Književna opština Vršac, 2010.
- Telegrami i molitve, AGORA, Zrenjanin 2015.

## Récompenses
- Prix Branko, 1966.
- Prix Isidora Sekulić en tant qu'essayiste, 1978.
- Plaketa grada Beograda, 1984.
- Prix Đura Jakšić, 1993.
- Prix Milan Bogdanović de critique littéraire, 1996.
- Prix Rade Tomić, 2014.
- Prix Lenkin prsten, 2015
- Prix Desanka Maksimović, 2015[2].
- Charte de Gračanica, 2016[3]
- Prix Risto Ratković, 2017 (pour le recueil "L'effet papillon")[4]